# 博物館公園1號
博物館公園1號（One Museum Park）為一棟住宅摩天大樓，位在美國伊利諾州芝加哥近南區格蘭特公園旁，建築高度為221公尺（726英尺），共62樓。目前為該區第三高住宅摩天大樓。

## 概況
博物館公園1號大廈是芝加哥“中央车站”（Central Station）开发区内第二高的建筑，位于芝加哥南城区范布伦街（Van Buren Street）以南。在芝加哥纯住宅楼高度排名中，该建筑位列第三，仅次于千禧公园的“遺產大厦”（The Legacy at Millennium Park）和NEMA Chicago。
博物馆公园（Museum Park）是由多栋住宅塔楼组成的综合社区，隶属于“中央车站”开发区，坐落在格兰特公园（Grant Park）南端，与芝加哥博物馆园区（Museum Campus）隔湖滨大道（Lake Shore Drive）相望。在One Museum Park主塔建成后，其西侧罗斯福路（Roosevelt Road）与印第安纳大道（Indiana Avenue）交汇处又落成了54层的The Grant大厦（前称One Museum Park West）。

## 外部連結
- . One Museum Park.   [2015-01-14]. （原始内容存档于2007-02-18） （英语）.
- . Google Earth Model.   [2015-01-14]. （原始内容存档于2012-10-18） （英语）.
- . Pappageorge Haymes, Ltd.   [2020-11-20]. （原始内容存档于2020-09-20） （英语）.